# Сипович, Михаил Иванович
Михаи́л Ива́нович Сипо́вич (28 сентября 1908, дер. Колпино, Псковская губерния — 4 января 1983, Москва) — командир батальона 355-го стрелкового полка 100-й стрелковой дивизии 7-й армии Северо-Западного фронта, старший лейтенант. Герой Советского Союза.

## Биография
Родился 28 сентября 1908 года в деревне Колпино в крестьянской семье. Русский. Член ВКП(б) с 1942 года. Окончил Великолукский педагогический техникум. Работал преподавателем курсов рабочего образования при заводе «Ростсельмаш» в Ростове-на-Дону.
В Красной Армии с 1931 года. В 1932 году окончил курсы младших лейтенантов. Участник освободительного похода советских войск в Западную Белоруссию 1939 года. Участник советско-финской войны 1939—1940 годов. Командир батальона 355-го стрелкового полка кандидат в члены ВКП(б) старший лейтенант Михаил Сипович проявил себя умелым командиром. Так, в начале феврале 1940 года вверенный ему батальон в течение трёх суток удерживал занятый рубеж, отбил многочисленные контратаки врага. Именно батальон Сиповича с боем взял знаменитый «миллионный дот линии Маннергейма».
Указом Президиума Верховного Совета СССР от 21 марта 1940 года «за образцовое выполнение боевых заданий командования на фронте борьбы с финской белогвардейщиной и проявленные при этом отвагу и геройство» старшему лейтенанту Сиповичу Михаилу Ивановичу присвоено звание Героя Советского Союза с вручением ордена Ленина и медали «Золотая Звезда».
На фронтах Великой Отечественной войны с июня 1941 года. В первые дни войны батальон Сиповича в районе города Гродно оказался в окружении. В сентябре 1941 года с группой окруженцев под командованием полковника Сиденко присоединился к отряду Дмитрия Медведева «Митя», действовавшему в брянских лесах. После гибели начальника штаба отряда Староверова стал начальником штаба. В конце 1941 года Сиповича назначили командиром 575-го стрелкового полка 161-й стрелковой дивизии. Со своим полком он, участвуя зимой 1942 года в наступлении на Юго-Западном фронте, с боями прошёл 700 километров от Воронежа до предместий Полтавы, оказавшись на самом западном рубеже Барвенковского выступа.
В мае 1942 года полк Сиповича участвовал в оборонительных боях под Харьковом и в числе немногих соединений, благодаря мужеству и отваге командира, сумел выйти боеспособной единицей из Барвенковского котла. 7 июля 1942 года Сипович руководил отражением грандиозного танкового наступления, предпринятого немецкими войсками на Дону в районе села Неведомый Колодезь на подступах к Воронежу. До января 1943 года полковник Сипович руководил своим полком в многочисленных ожесточённых боях на северных окраинах города Воронежа. За полгода роща Фигурная и отдельные кварталы, прилегающие к ней, в северной части города десятки раз переходила из рук в руки до тех пор, пока не началось наступление советских войск.
Весной 1943 года полк Сиповича с боями дошёл до границы с Сумской областью, заняв оборону на южном участке образовавшейся Курской дуги. Бои на Курской дуге полковник Сипович встретил в должности заместителя командира дивизии. Затем были форсирование Днепра и Припяти, бои на Правобережной Украине, в Польше. Дивизия, в которой Сипович был заместителем командира, освобождала древний польский город Краков.
Войну генерал-майор Сипович закончил в Чехословакии. После войны продолжал службу в Вооружённых Силах. В 1950 году окончил Военную академию Генерального штаба. С 1956 по 1960 год занимал должность начальника Тульского суворовского военного училища. С 1968 года генерал-майор М. И. Сипович — в запасе, а затем в отставке. Жил в городе-герое Москве. Скончался 4 января 1983 года. Похоронен на Головинском кладбище в Москве.
Награждён 2 орденами Ленина, 2 орденами Красного Знамени, орденами Отечественной войны 2-й степени, Трудового Красного Знамени, Красной Звезды, медалями. Удостоен звания «Почётный гражданин села Подгорное Воронежской области».